# Luz no Meu Caminho
Luz No Meu Caminho é o décimo quinto álbum de estúdio da artista musical e apresentadora brasileira Xuxa, lançado em outubro de 1995 pela Som Livre. O álbum trouxe letras voltadas para o público adolescente, destacando faixas como "Príncipe Encantado", "Brasileira" e "Mania de Malhar". As únicas músicas direcionadas ao público infantil foram "Sorvete" e "Salada Mista", que se tornou o single de maior sucesso do álbum. 

## Produção e lançamento
| Críticas profissionais | Críticas profissionais |
| Avaliações da crítica  | Avaliações da crítica  |
| Fonte                  | Avaliação              |
| ---------------------- | ---------------------- |
| O Globo                | Negativa               |

"O Sexto Sentido (o disco anterior) já foi bem diferente não só pelo nome. É um disco mais maduro, a minha voz melhorou muito, ficou mais técnica. Tenho uma voz pequena, sem muita extensão, mas aprendi a lidar com meu potencial. Este disco é melhor ainda,  Luz no Meu Caminho traz a música para o pequenininho, para o adolescente para a família e nele assumo minha fé, o meu lado místico."

Xuxa em entrevista ao Jornal do Brasil.
Luz No Meu Caminho foi produzido por Michael Sullivan e contou com direção artística de Aramis Barros, além da coordenação artística de Marlene Mattos, Xuxa e Helio de Freitas. Inicialmente, o álbum seria intitulado Brasileira, mas teve seu título alterado por razões desconhecidas. Para promover o seu lançamento, a artista interpretou várias canções da obra em seu especial de fim de ano, Deu a Louca na Fantasia, exibido pela Rede Globo, em 20 de dezembro de 1995. O jornalista Mauro Ferreira, do O Globo, emitiu uma crítica negativa ao projeto, citando: "Falta mais rigor na seleção do repertório, que está soando repetitivo. Não há uma música que empolgue realmente, e a produção burocrática de Mlchael Sullivan pouco contribui para alterar o quadro de mesmice".

## Lista de faixas
Todas as canções produzidas por Michael Sullivan.
| Luz no Meu Caminho – Edição em CD |                                            |                                      |         |  |
| N.º                               | Título                                     | Compositor(es)                       | Duração |  |
| 1.                                | "Brasileira"                               | Fred Pereira César Lemos Zé Henrique | 4:21    |  |
| 2.                                | "Xuxa Hit's"                               | Marcelo Azevedo Lemos Karla Aponte   | 3:19    |  |
| 3.                                | "Mania de Malhar"                          | Solange Pereira Henrique             | 4:29    |  |
| 4.                                | "Salada Mixta"                             | Álvaro Socci Cláudio Matta           | 2:53    |  |
| 5.                                | "Como o Sábio Diz" (com part. de Abdullah) | Michael Sullivan Paulo Sérgio Valle  | 3:35    |  |
| 6.                                | "Funkeiro"                                 | Paloma Carlinhos Conceição Abdullah  | 3:37    |  |
| 7.                                | "Pra Quê Fumar"                            | Reinaldo Waisman Marcos Levy         | 2:19    |  |
| 8.                                | "Sorvete"                                  | Fred Pereira Beto Zettel Henrique    | 4:33    |  |
| 9.                                | "Ritmos"                                   | Carlos Colla Marcos Assunção         | 4:14    |  |
| 10.                               | "Príncipe Encantado"                       | Socci Matta                          | 3:56    |  |
| 11.                               | "Xuá Xuá"                                  | Dito Cid Guerreiro                   | 3:25    |  |
| 12.                               | "Santa Rosa"                               | Assunção Valle                       | 4:34    |  |
| 13.                               | "Luz No Meu Caminho (A Terra)"             | Nando Cordel                         | 3:41    |  |
| 14.                               | "Crer Pra Ver" (com part. de Aline Barros) | Socci Matta                          | 4:39    |  |
| Duração total:                    | Duração total:                             | Duração total:                       | 53:35   |  |

| Luz no Meu Caminho – Edição em K7 e LP |                                            |                                      |         |  |
| N.º                                    | Título                                     | Compositor(es)                       | Duração |  |
| 1.                                     | "Brasileira"                               | Fred Pereira César Lemos Zé Henrique | 4:21    |  |
| 2.                                     | "Xuxa Hit's"                               | Marcelo Azevedo Lemos Karla Aponte   | 3:19    |  |
| 3.                                     | "Mania de Malhar"                          | Solange Pereira Henrique             | 4:29    |  |
| 4.                                     | "Salada Mixta"                             | Álvaro Socci Cláudio Matta           | 2:53    |  |
| 5.                                     | "Sorvete"                                  | Fred Pereira Beto Zettel Henrique    | 4:33    |  |
| 6.                                     | "Ritmos"                                   | Carlos Colla Marcos Assunção         | 4:14    |  |
| 7.                                     | "Luz No Meu Caminho (A Terra)"             | Nando Cordel                         | 3:41    |  |
| 8.                                     | "Príncipe Encantado"                       | Socci Matta                          | 3:56    |  |
| 9.                                     | "Como o Sábio Diz" (com part. de Abdullah) | Michael Sullivan Paulo Sérgio Valle  | 3:35    |  |
| 10.                                    | "Funkeiro"                                 | Paloma Carlinhos Conceição Abdullah  | 3:37    |  |
| 11.                                    | "Pra Quê Fumar"                            | Reinaldo Waisman Marcos Levy         | 2:19    |  |
| 12.                                    | "Xuá Xuá"                                  | Dito Cid Guerreiro                   | 3:25    |  |
| 13.                                    | "Santa Rosa"                               | Assunção Valle                       | 4:34    |  |
| 14.                                    | "Crer Pra Ver" (com part. de Aline Barros) | Socci Matta                          | 4:39    |  |
| Duração total:                         | Duração total:                             | Duração total:                       | 53:35   |  |

## Créditos
- Produzido por: Michael Sullivan
- Direção Artística: Aramis Barros
- Coordenação Artística: Marlene Mattos, Xuxa Meneghel e Helio de Freitas
- Técnico de Gravação: Mario Jorge Santos
- Supervisão Técnica: Nolan Leve
- Assistentes de Gravação: Mauro Moraes, Julio Carneiro, Everaldo e Ivan Carvalho
- Montagem: Sergio Seabra
- Gravado nos estúdios: Som Livre
- Maquiagem: Promaster
- Assistente de Produção: Duda Nogueira
- Técnicos Auxiliares: Sergio Rocha e Harley de Barros
- Técnico de Gravação: Jorge 'Gordo'

## Desempenho comercial
Na parada publicada pelo Jornal do Brasil – com base em dados fornecidos pelo instituto Nelson Oliveira Pesquisa e Estudo de Mercado (NOPEM) –, Luz no Meu Caminho estreou na quarta colocação entre os álbuns mais vendidos no Brasil, na edição datada em 21 de novembro de 1995, que foi seu pico. Em 5 de dezembro voltou a aparecer na parada, marcando sua última aparição na mesma, ocupando a décima posição. Em cerca de dois meses, um total de 800 mil cópias já haviam sido comercializadas, ultrapassado 1,2 milhões de cópias vendidas. De acordo com a NOPEM, este foi o 41.º álbum mais comprado no país em 1995 e o 14.º de 1996. Em 2025 a Pro-Música Brasil (PMB) auditou a venda de 250 mil exemplares com a emissão de um certificado de platina.
| País — Tabela musical (1995) | Posição de pico |
| ---------------------------- | --------------- |
| Brasil (NOPEM)               | 4               |

| País — Tabela musical (1995) | Posição |
| ---------------------------- | ------- |
| Brasil (Nopem)               | 41      |
| País — Tabela musical (1996) | Posição |
| Brasil (Nopem)               | 14      |

| Região                                                                                             | Certificação | Unidades/Vendas |
| -------------------------------------------------------------------------------------------------- | ------------ | --------------- |
| Brasil (Pro-Música Brasil)                                                                         | Platina      | 250 000*        |
| *números de vendas baseados somente na certificação ^distribuições baseadas apenas na certificação |              |                 |